# Гернсхайм
Гернсхайм (нем. Gernsheim) — город в Германии, в земле Гессен. Подчинён административному округу Дармштадт. Входит в состав района Грос-Герау.  Население составляет 9744 человека (на 31 декабря 2010 года). Занимает площадь 40,11 км². Официальный код — 06 4 33 004.